# Джильотти, Донна
До́нна Джильо́тти (англ. Donna Gigliotti; род. 1955) — американский кинопродюсер.

## Биография
Донна Джильотти родилась в 1955 году.
Донна продюсирует фильмы с 1995 года. В 1999 году получила «Оскар» в категории «Лучший фильм» (фильм «Влюблённый Шекспир»). В 2013 году она становилась номинанткой премии в той же категории за фильм «Мой парень — псих».

## Фильмография

### Продюсер
- 1995 — Месяц у озера / A Month by the Lake (исполнительный продюсер)
- 1995 — Дьявол в голубом платье / Devil in a Blue Dress (помощник продюсера)
- 1995 — Королевская милость / Restoration (сопродюсер)
- 1996 — Эмма / Emma (исполнительный продюсер)
- 1998 — Разговор ангелов / Talk of Angels (исполнительный продюсер)
- 1998 — Влюблённый Шекспир / Shakespeare in Love
- 2004 — Ярмарка тщеславия / Vanity Fair
- 2007 — Спокойной ночи / The Good Night
- 2007 — The Jogger (короткометражный фильм)
- 2008 — Любовники / Two Lovers
- 2008 — Чтец / The Reader
- 2010 — Шанхай / Shanghai
- 2010 — Впусти меня. Сага / Let Me In
- 2010 — Thin Skin (короткометражный фильм, помощник продюсера)
- 2011 — МЫ. Верим в любовь / W.E. (исполнительный продюсер)
- 2011 — Я не знаю, как она делает это / I Don’t Know How She Does It
- 2012 — Мой парень — псих / Silver Linings Playbook
- 2014 — Big Stone Gap
- 2015 — Безродные звери / Beasts of No Nation (исполнительный продюсер)
- 2016 — Основные принципы добра /The Fundamentals of Caring
- 2016 — Скрытые фигуры / Hidden Figures

### Другое
- 1980 — Бешеный бык / Raging Bull (помощник режиссёра)